# 普羅特克特高地

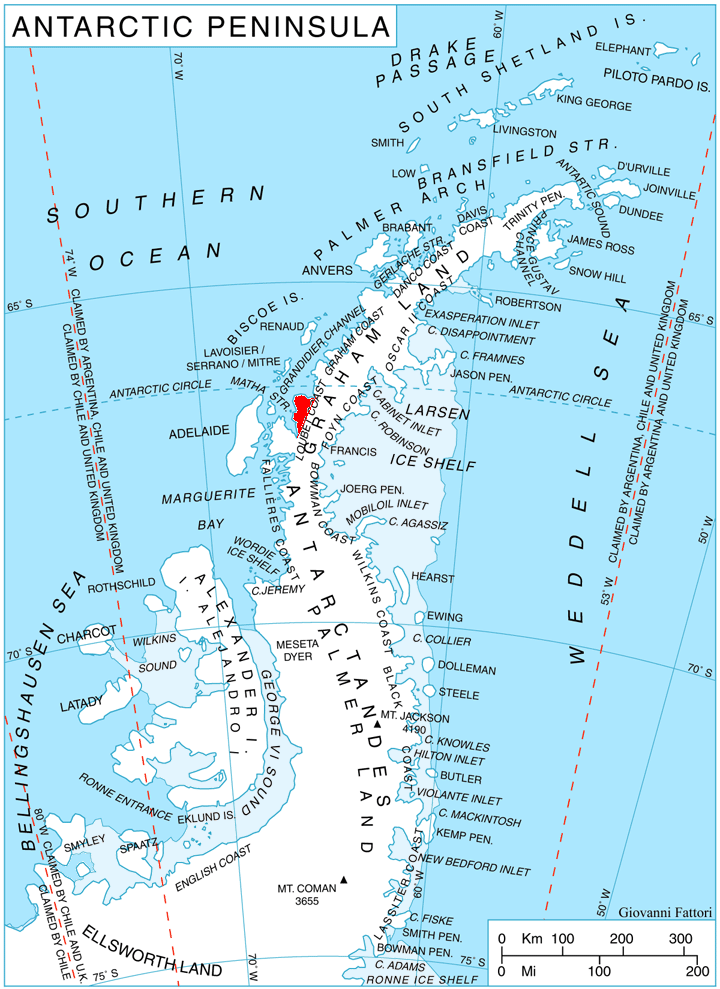

普羅特克特高地是南極洲的高地，位於佩爾尼克半島，海拔高度2,245米，該高地根據英國測量隊的空中照片被繪入地圖，現時由南極條約體系管理。
66°42′S 66°15′W / 66.700°S 66.250°W